# 台北飛航情報區

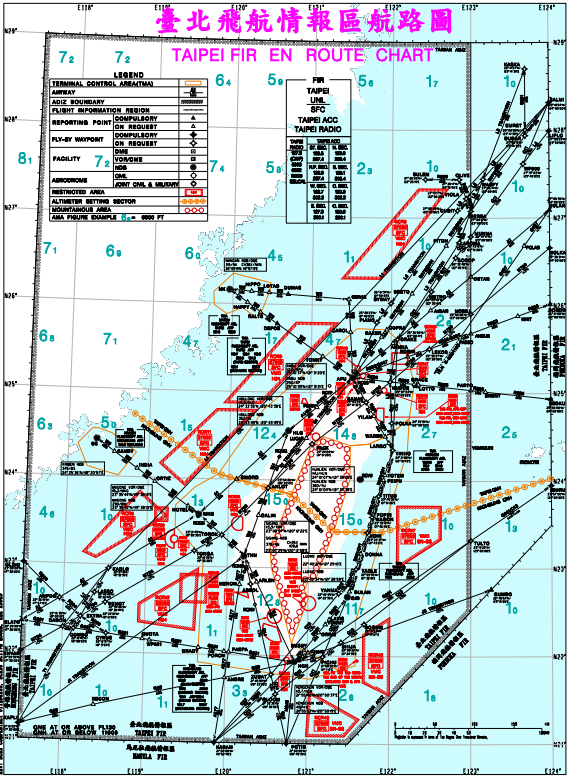
中华民国交通部民用航空局网站提供的臺北飛航情報區航路图。它与中華民國防空識别區三边重叠，大体一致。红色线条区域则是中华民国國防部设立的“restricted area（禁飞区）”。

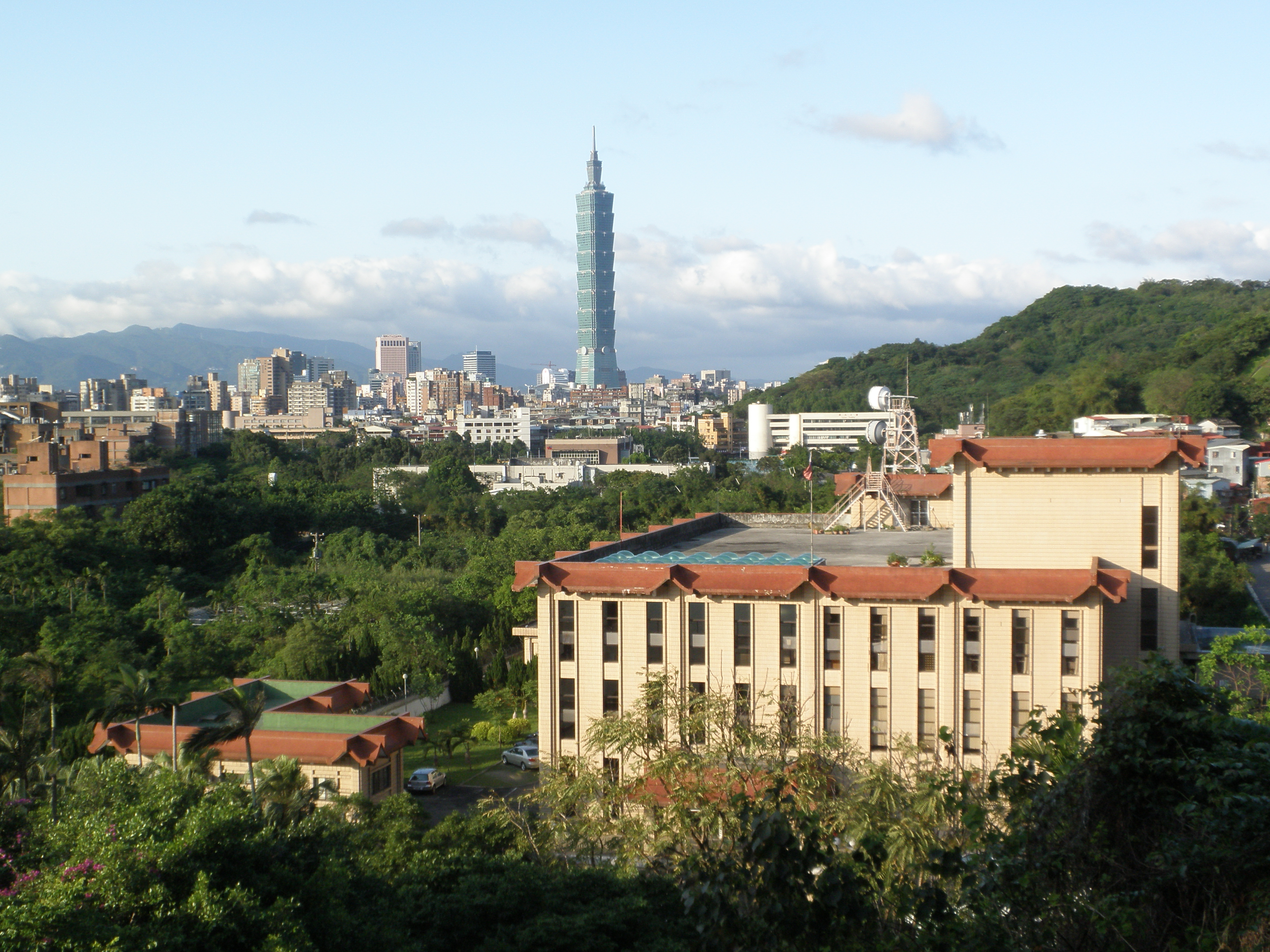
飛航服務總臺─臺北飛航情報區舊址「翔安大樓」（近端）

臺北飛航情報區是国际民用航空组织于1953年为当时代表中国的中華民國所划定的飛航情報區。中華民國方面据此提供情報服務及守助業務，亦為中華民國惟一的飛航情報區:13。目前，两岸政府均主张拥有该飛航情報區的全部区域，实际上沿臺灣海峽中線分别管理，并在中线以西区域部分重叠。
最初范围与中華民國防空識別區相同，1955年东扩一个经度。覆盖中国大陆东南地区、臺灣島，以及日本领空。1969年9月至今，由中華民國交通部民用航空局設立的「飛航服務總臺」負責執行臺北飛航情報區服務作業。1971年，中华人民共和国在国际民用航空组织中取代中华民国，获得中国代表权。1975年，中华人民共和国政府划定全国飞行情报区，臺北飛航情報區所在区域大体属上海飞行情报区。而在两岸长期分治，分别控制臺灣海峽中线东西两侧空域的背景下，中华人民共和国政府于1985年划出台北飞行情报区，与原有的上海飞行情报区大致沿臺灣海峽中线划分。是为中华人民共和国名义上的11个飞行情报区之一。
中华民国方面对中华人民共和国划分、实际管辖的上海飞行情报区为默认状态，「飛航服務總臺」将它与福冈、马尼拉、香港飞行情报区等同视之。兩岸定期航線開通以后，飛航服務總臺与上海飞行情报区主管单位——华东空中交通管理局及下级单位，除日常资讯交换外:2，亦有定期交流及聯繫協調機制:2。中华民国航空管理机构基于美欧等国指定自己的航空安全政策以符合国际民用航空标准。由于中华民国被排除在国际民用航空组织外、无法参与ICAO的标准和建议实践系统（SARP），因此臺北飛航情報區许多資料和資訊可在网上公开获得。

## 飛航情報區相关

### 范围与航路
臺北飛航情報區范围南至北緯21度與馬尼拉飛航情報區交界，北迄北緯29度与仁川飛航情報區交界，東至東經124度與福岡飛航情報區交界，西至東經117度30分與上海、廣州及香港飛航情報區交界，面积180,000平方海里，设有14条国际航路（含兩岸航班使用的R596、R200及部份B591航路）和国内航路4条，另设有小型航空器目視飛航走廊21條。往来东北亚-东南亚和东南亚-北美的航班大多需使用臺北飛航情報區。
臺灣本島和靠近臺灣海峽西岸的机场通过W-2（馬祖）、W-8（馬祖）和W-6（金门）航路联络。

### 終端管制區域
臺北飛航情報區計有臺北、高雄、花蓮、臺東、馬祖、與金門等終端管制區域（TMA）。早期的臺中終端管制區域已劃入臺北終端管制區域內:15。
臺北、花蓮、馬祖終端管制區域由臺北近場管制塔臺提供服務，而高雄、金門、臺東高雄近場管制塔臺提供服務。
臺北終端管制區域範圍，為下列各點經緯度連線以內之部份：:15
- 25°44'07.33"N, 121°34'17.35"E
- 25°43'32.06"N, 121°56'36.06"E
- 25°36'56.02"N, 122°04'40.61"E
- 25°25'09.00"N, 122°12'28.00"E
- 25°06'22.00"N, 122°17'23.00"E
- 24°42'48.31"N, 122°13'56.42"E
- 24°35'43.75"N, 122°04'27.66"E
- 24°30'23.00"N, 121°56'05.00"E
- 24°25'11.14"N, 121°43'31.59"E
- 24°24'08.00"N, 121°30'02.00"E
- 24°29'58.51"N, 121°10'07.12"E
- 24°22'00.00"N, 121°00'00.00"E
- 23°50'10.83"N, 120°46'34.06"E
- 24°03'25.23"N, 119°52'02.28"E
- 24°48'00.00"N, 120°25'00.00"E

臺北區域管制中心負責臺北飛航情報區與鄰區之飛航服務交接任務。对于相邻的福冈、马尼拉、香港、广州、上海飞行情报区，“除遂行一般管制與協調任務外，並定期與各鄰區就飛航安全、流量管制、區域導航等相關議題進行協商或締約交流。”

### 限制區域
中国大陆民用航空器非经台湾主管机构许可，不得进入台北飞航情报区限制区域，限制区域为台湾地区限制或禁止水域上空。

## 历史
1953年1月，中華民國政府代表中国，以“观察员”身份重返国际民用航空组织。民航局局长賴遜岩代表参加东南亚及太平洋空中航行第18届理事会。会议决议划定台北为国际空中飞行管制中心区之一。同年8月，正式命名为臺北飛航情報區:149。
1969年9月，中華民國交通部民用航空局將飛航管制處、航空通信總臺、航空導航總臺、臺北航空氣象臺四個單位暫行合併，設立「飛航服務總臺」。負責執行臺北飛航情報區飛航管制、助航、通訊、飛航情報與氣象等服務作業。當時設13個單位，暫行編制員額為443人。1971年5月6日，經行政院核定，飛航服務總臺正式成立，編制員額為459人。1972年7月1日，《飛航服務總臺組織規程》公布施行，飛航管制處、航空通訊總臺、航空導航總臺、臺北航空氣象臺四個單位編制員額表同時廢止。